# The Two Jakes
The Two Jakes är en amerikansk kriminalfilm från 1990 i regi av Jack Nicholson, som även spelar en av huvudrollerna. Filmen, efter ett manus av Robert Towne, är en uppföljare till filmen Chinatown från 1974. Titeln syftar på att de båda huvudfigurerna kallas för Jake, därav titeln "The Two Jakes".
Medan filmens föregångare Chinatown handlar om maktkampen och intrigerna kring Los Angeles vatten, handlar The Two Jakes istället om maktkampen och intrigerna kring stadens olja.

## Handling
Handlingen utspelar sig i Los Angeles 1948, drygt 10 år efter handlingen i Chinatown. Privatdetektiven J. J. "Jake" Gittes anlitas av affärsmannen Jake Berman som vill sätta dit sin fru Kitty i ett otrohetsfall. I en överraskande vändning skjuter dock Berman sin hustrus älskare Mark Bodine, medan Gittes befinner sig i rummet intill. Frågan är dock om det verkligen var ett kallblodigt svartsjukemotiv eller om det rör sig om någonting helt annat.

## Rollista (i urval)
- Jack Nicholson – J. J. "Jake" Gittes
- Harvey Keitel – Julius "Jake" Berman
- Meg Tilly – Katherine "Kitty" Berman
- Madeleine Stowe – Lillian Bodine
- Eli Wallach – Cotton Weinberger
- Rubén Blades – Michael "Mickey Nice" Weisskopf
- Frederic Forrest – Chuck Newty
- David Keith – polisman Loach
- Richard Farnsworth – Earl Rawley
- Joe Mantell – Lawrence Walsh
- Perry Lopez – Lou Escobar
- Tracey Walter – Tyrone Otley
- James Hong – Kahn
- Jeff Morris – Ralph Tilton
- Rebecca Broussard – Gladys
- Van Dyke Parks – åklagare Francis Hannah
- John Hackett – Mark Bodine
- Pia Grønning – Dr. Elsa Branchauer
- Luana Anders – Florist
- Rosie Vela – Linda
- Faye Dunaway – Evelyn Mulwray (röst)
- Tom Waits – polisman

## Produktion

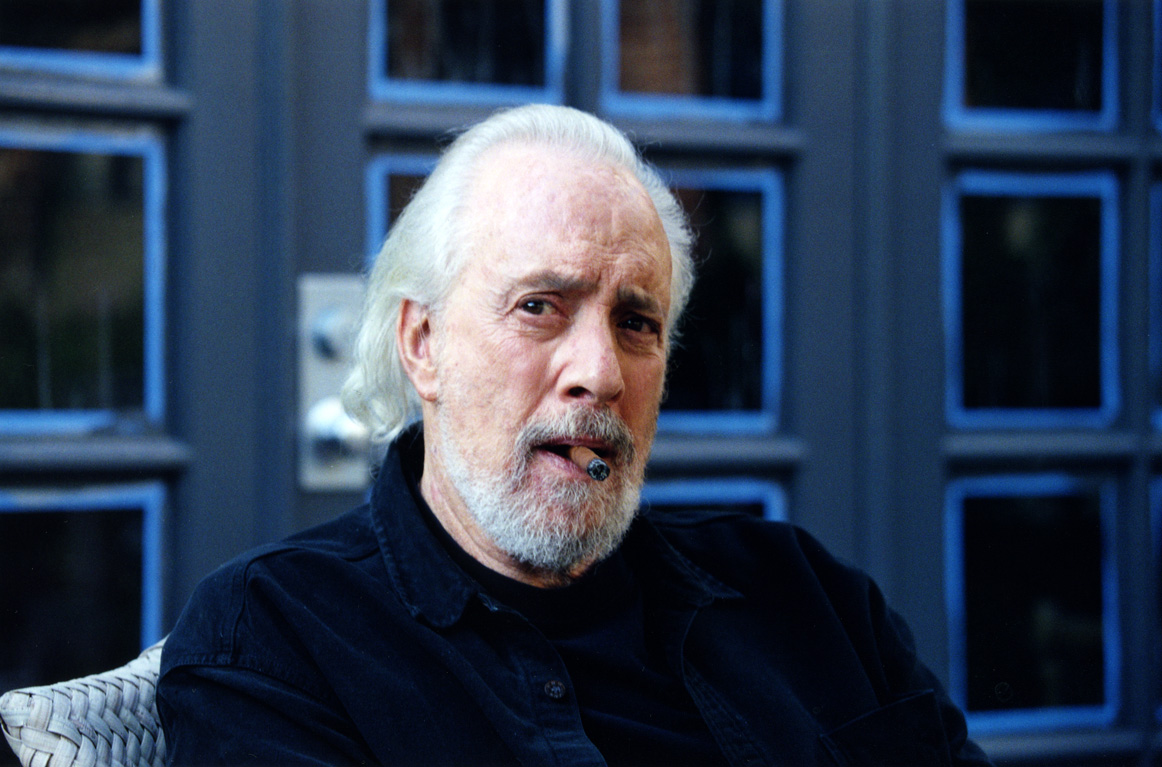
Filmens manusförfattare Robert Towne.

Robert Evans, producenten bakom Chinatown, hade rättigheterna till en uppföljare till den framgångsrika kriminalfilmen från 1974. Redan 1976 hade Evans förhandlat med Jack Nicholson om att reprisera sin roll som privatdetektiven J. J. Gittes, med Dustin Hoffman i den andra huvudrollen, men den versionen blev aldrig verklighet. Manusförfattaren Robert Towne färdigställde manuset till The Two Jakes 1984. Towne var inställd på att själv regissera filmen, eftersom föregångarens regissör Roman Polanski hade flytt landet 1978 (efter att ha erkänt sig skyldig olaga sexuella förbindelser med en minderårig), men Towne invände emot Robert Evans önskan om att själv medverka i filmen i rollen som Jake Berman. Evans, Nicholson och Towne hade startat ett eget produktionsbolag för att själva kunna göra filmen, utan inblandning av andra filmbolag, och de ingick i ett utgivningsavtal med Paramount Pictures. Trion gick med på att de inte skulle erhålla några fastställda löner, utan att de istället skulle få ta del av filmens inspelade vinst. Paramount Pictures gav klartecken för en budget på mellan 12 och 13 miljoner dollar, och begränsade sin distributionsavgift till 6 miljoner dollar. 
I april 1985 hade Kelly McGillis, Cathy Moriarty, Dennis Hopper, Joe Pesci och Harvey Keitel blivit rollbesatta, och var redo att starta inspelningen samma månad. Följande månad stod inspelningen klar att börja, men Robert Towne saknade fortfarande förtroende för Robert Evans skådespelarförmåga. Duons meningsskiljaktigheter briserade i en slutgiltig dispyt när Evans invände emot förslaget att hans rollkaraktär skulle vara tvungen att ha en frisyr från 1940-talet, huvudsakligen för att frisyren skulle blottlägga ärr från en färsk plastikoperation. Inspelningen skulle starta fyra dagar efter bråket emellan Towne och Evans, vilket dock inte skedde. Problem uppstod även gällande klagomål från 120 produktionsmedarbetare om uteblivna löner (över 500 000 dollar från medlemmar av Screen Actors Guild och Directors Guild of America, och 1 500 000 dollar från leverantörer av scenmaterial, rekvisita, kostymer och ljudutrustning), och projektet sköts upp på obestämd tid.

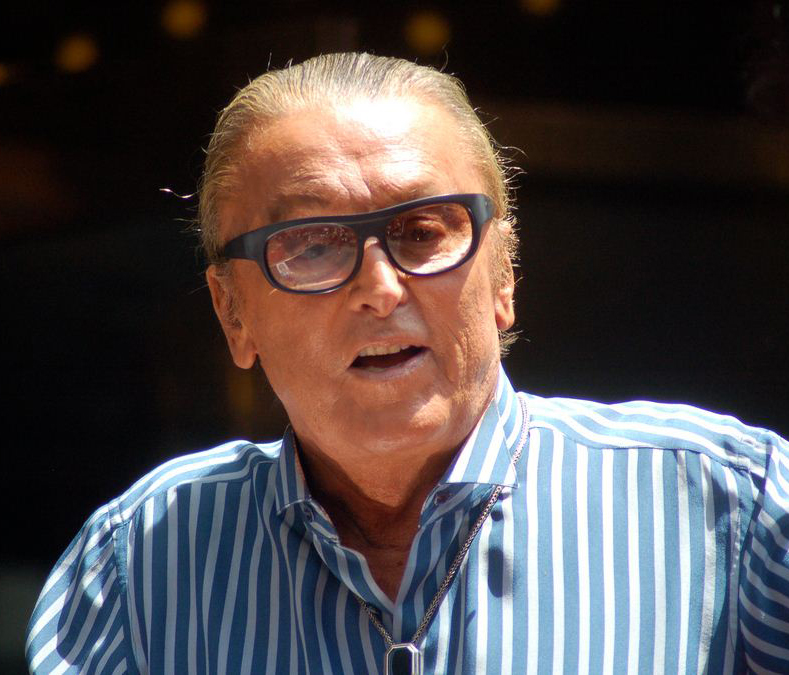
Filmens producent Robert Evans.

Eftersom filmen inte hade blivit budgeterad enligt konventionella ramar – i och med den ursprungliga uppgörelsen mellan Evans, Nicholson och Towne – tog Towne kontakt med den italiensk-amerikanske filmproducenten Dino De Laurentiis, för att få hjälp med finansieringen. Kelly McGillis var fortfarande rollbesatt för att medverka i filmen. Harrison Ford rollbesattes som privatdetektiven Jake Gittes och Roy Scheider som Jake Berman, med ett preliminärt startdatum för inspelningen sommaren 1986. Vid ett tillfälle gick det rykten om att John Huston, som hade medverkat som skådespelare i Chinatown, skulle ta över som regissör för filmen, men detta förnekades av manusförfattaren Robert Towne. Den ständiga oredan gällande produktionen av filmen gjorde till slut Paramount Pictures drog sig tillbaka från utgivningsavtalet, vilket bidrog till att de gick miste om fyra miljoner dollar. Projektet låg därefter på is fram till och med det sena 1980-talet, då Jack Nicholson själv tog på sig regiansvaret. Nicholson skrev även om delar av Townes manus.
Filminspelningen startade i Los Angeles den 18 april 1989 och pågick fram till och med den 26 juli samma år. Flera scener filmades om efter det att den ursprungliga filminspelningen hade avslutats, vilket bidrog till att utgivningsdatumet sköts fram ytterligare, från julen 1989 till augusti 1990, även om Jack Nicholson själv hävdade att allt hade gått enligt de ursprungliga planerna både gällande utgivningsdatum och budget. Den färdiga filmen slutade med att den ursprungliga produktionstrion (Robert Evans, Jack Nicholson och Robert Towne) stod på osams fot, och Towne påstod 1998 att han inte hade pratat med Nicholson på över tio år, medan Evans blev inlagd på sjukhus gällande psykisk ohälsa och missbruksproblem.

### Planerad uppföljare
Manusförfattaren Robert Towne hade ursprungligen planerat en trilogi av filmer med privatdetektiven J. J. Gittes i centrum. Enligt Jack Nicholson skulle den tredje filmen, med arbetstiteln Gittes vs. Gittes, utspela sig 1968 när mindre stränga skilsmässolagar antagits i Kalifornien. Men eftersom The Two Jakes var ett kommersiellt misslyckande lades planerna på en tredje film åt sidan.

## Mottagande
Filmen var, till skillnad från sin föregångare Chinatown, inte publikmässigt framgångsrik. Den spelade in 3 700 000 dollar från 1206 biografer under sin första helg, vilket räckte till en sjunde plats, och därefter 1 800 000 och 1 900 000 dollar under sin andra och tredje helg, vilket räckte till en 16:e plats båda helgerna. Filmen spelade sammanlagt in 10 000 000 dollar på biograferna, nästan en tredjedel mindre än vad Chinatown hade spelat in 16 år tidigare, och inte ens hälften motsvarande filmens egen budget.
Filmkritikern Roger Ebert vid Chicago Sun Times gav filmen 3,5 av 4 stjärnor och menade att "varje scen faller på plats som i ett urverk [...] utomordentligt." Vincent Canby på New York Times kallade filmen "underhållande om än klumpig." Variety kallade filmen "en förvirrande, trög men ändå inte helt och hållet otillfredsställande uppföljare till Chinatown." Desson Howe på Washington Post skrev att "i sina bästa stunder ger filmen intrycket av ett gott hantverk, en vemodig hyllning till sitt forna jag. I sina sämsta stunder är den pratig, förvirrande och – med ett lite fulare ord – tråkig."

## Musik
Musiken till filmen komponerades av Van Dyke Parks, som även har en mindre roll i filmen som åklagare Francis Hannah. 1997 gavs musiken ut på ett album av Super Tracks Music Group tillsammans med musiken från westernfilmen Wild Bill från 1995, som Parks också gjort musiken till. De tio första spåren på skivan är från Wild Bill och de fjorton sista från The Two Jakes.

### Låtlista
(Super Tracks Music Group – VDPCD-01)

Spår 1–10 från Wild Bill. Spår 11–24 från The Two Jakes.

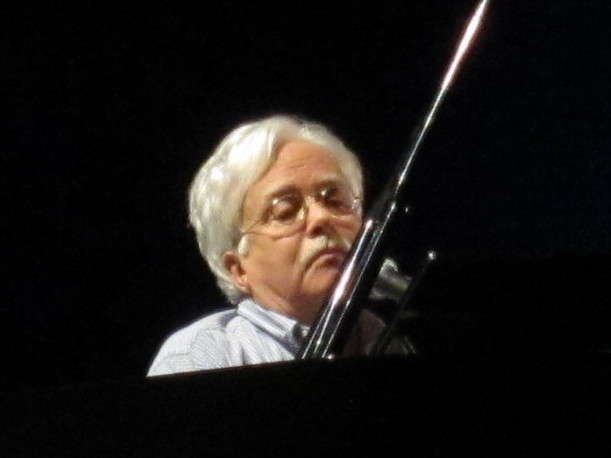
Van Dyke Parks.

Alla låtar är skrivna och komponerade av Van Dyke Parks. 
| Nr           | Titel                      | Längd |
| ------------ | -------------------------- | ----- |
| 1.           | Love Theme                 | 1:39  |
| 2.           | A New Day                  | 1:52  |
| 3.           | Saloon Piano               | 2:16  |
| 4.           | First Gunfight             | 2:15  |
| 5.           | The Heart of Darkness      | 1:00  |
| 6.           | "Sempre Librera"           | 3:08  |
| 7.           | Bill and Jane              | 2:06  |
| 8.           | The Burning Sun            | 2:55  |
| 9.           | Wild Bill                  | 1:15  |
| 10.          | Finale: "Leaning On Jesus" | 3:24  |
| 11.          | Main Theme                 | 3:25  |
| 12.          | Wild Cats                  | 2:42  |
| 13.          | Jake on the Road           | 1:37  |
| 14.          | "You Came Out of a Dream"  | 2:38  |
| 15.          | The Plot Thickens          | 4:46  |
| 16.          | Oil Fields                 | 2:15  |
| 17.          | An Old Friend              | 1:41  |
| 18.          | The Shooting               | 1:16  |
| 19.          | Femme Fatale               | 1:23  |
| 20.          | "Cherry"                   | 2:10  |
| 21.          | Clues                      | 2:09  |
| 22.          | Jake's Journey             | 2:49  |
| 23.          | Her Mother's Eyes          | 4:37  |
| 24.          | Finale                     | 2:20  |
| Total längd: | Total längd:               | 57:38 |